# Myre
Myre è il centro amministrativo della municipalità di Øksnes, nel Nordland norvegese. Ha una popolazione di 1 995 abitanti.